# منطقة شهبا
منطقة  شهبا منطقة سورية إدارية تتبع محافظة السويداء ومركزها مدينة شهبا، بلغ تعداد سكان المنطقة 71,949 نسمة حسب التعداد السكاني لعام 2004.

## نواحي منطقة  شهبا
- ناحية مركز شهبا
- ناحية شقا
- ناحية الصورة الصغيرة
- ناحية العريقة